# Скровачевский, Станислав
Стани́слав Скроваче́вский (пол. Stanisław Paweł Stefan Jan Sebastian Skrowaczewski; 3 октября 1923, Львов, Польская Республика — 21 февраля 2017, Сент-Луис-Парк, Миннесота, США) — польский и американский дирижёр и композитор.

## Биография
Начинал как пианист, в 11 лет выступил с первым концертом. Во время Второй мировой войны в оккупированном Львове кормил вшей в институте Рудольфа Вайгля (ранний метод получения противотифозной вакцины по Вайглю требовал использования живых вшей, которых надо было кормить человеческой кровью). При освобождении Львова советскими войсками получил контузию обеих рук и вынужден был отказаться от исполнительской карьеры. По окончании войны учился в Краковской Высшей школе музыки у Романа Палестера (композиция) и Валерьяна Бердяева (дирижирование), в 1947—1949 г. обучался в Париже у Нади Буланже. Работал с оркестрами Вроцлавской и Катовицкой филармоний, в 1954—1956 гг. главный дирижёр Краковского филармонического оркестра, в 1956—1959 гг. работал с Варшавским филармоническим оркестром. В 1956 г. стал победителем Международного конкурса дирижёров в Риме, благодаря чему получил европейскую известность. В 1960 г. покинул Польшу и вплоть до 1979 г. возглавлял Оркестр Миннесоты. В дальнейшем Скровачевский руководил также манчестерским Оркестром Халле (1984—1991), был главным приглашённым дирижёром Оркестра радио и телевидения Саарбрюкена (с которым записал цикл симфоний Антона Брукнера), а с апреля 2007 по март 2010 руководил японским Оркестром Иомиури.
Среди заметных сочинений Скровачевского — Концерт для кларнета с оркестром (1980), выдвигавшиеся на Пулитцеровскую премию «Passacaglia Immaginaria» (1995) и Концерт для оркестра (1999).
Скровачевский удостоен ряда музыкальных наград, в том числе Премии Дитсона (1973) за вклад в американскую музыкальную жизнь.